# گلیکوژنوز نوع چهار
گلیکوژنوز نوع چهار که بیماری آندرسن Andersen Disease , بیماری ذخیره گلیکوژن نوع چهار, آمیلوپکتینوز Amylopectinosis و نقص آنزیم شاخه ساز نیز خوانده می‌شود نوعی بیماری ذخیره گلیکوژن است.

## علائم بالینی
- زمان تولد: طبیعی.
- دوره نوزادی: بزرگی کبد.
- دوران شیرخوارگی و کودکی: بزرگی کبد، کاهش تونوس عضلانی و لاغری عضلات، بزرگی طحال، آسیت، سیروز، نارسایی احتقانی قلب و مرگ که تا ۴ سالگی رخ می‌دهد.

## نقص آنزیمی
نقص در آنزیم آمیلو ۴-۱ ← ۶-۱ ترانس گلوکوزیلاز یا آنزیم شاخه ساز.

## توارث ژنتیکی
اتوزوم مغلوب.

## میزان بروز
نادر.

## روش تشخیص
- خون: بیلی روبین و ترانس آمینازهای کبدی بالا، زمان پروترومبین طولانی.
- بررسی آنزیم: در عضله، فیبروبلاستها، گلبولهای سفید یا کبد.
- بیوپسی کبد.

## درمان
پیوند کبد.

## آزمون تشخیص قبل از تولد
ندارد.